# Prereplikacioni kompleks
Prereplikacioni kompleks (pre-RC) je proteinski kompleks koji se formira na mestu početka replikacije tokom inicijacionog koraka DNK replikacije. Formiranje ovog kompleksa je neophodno da bi došlo do DNK replikacije. Kompletna i verna replikacija genoma osigurava da novoformirana ćelija sadrži istu genetičku informaciju kao i ćelija roditelja. Shodno tome, formiranje prereplikacionog kompleksa je veoma važan deo ćelijskog ciklusa.

## Komponente
Tokom evolucije organizmi su postepeno postajali sve kompleksiniji, što se odražavalo na kompleksnost njihovih prereplikacionih kompleksa. Kod prokariota, glavna komponenta pre-RC je DnaA. Pre-RC se kompletira popunjavanjem svih mesta vezivanja DnaA u unutar prokariotskog mesta početka replikacije (oriC).  
Arhejski pre-RC se znatno razlikuje od prokariotskog i može da služi kao pojednostavljeni model eukariotskog pre-RC. On se sastoji od proteina kompleksa prepoznavanja mesta početka (ORC), Cdc6, i homoheksamera proteina mini hromozomnog održavanja (MCM).
Eukariotski pre-RC je najsloženiji kompleks i u velikoj meri je regulisan. Kod većine eukariota on se sastoji od šest ORC proteina (ORC1-6), Cdc6, Cdt1, i heteroheksamera od šest MCM proteina (MCM2-7). Pretpostavlja se da je MCM heteroheksamer nastao dupliranjem MCM gena i naknadnom divergentnom evolucijom. Pre-RC Schizosaccharomyces pombe (S. pombe) se primetno razlikuje od eukariotskog kompleksa; Cdc6 je zamenjen homolognim Cdc18 proteinom. Sap1 je takođe uvršten u S. pombe pre-RC jer je neophodan za Cdc18 vezivanje. Pre-RC kod Xenopus laevis (X. laevis) takođe sadrži dodatni protein, MCM9, koji pomaše u postavlanju MCM heteroheksamera na mesto početka replikacije.